# HD65896
HD65896 — хімічно пекулярна зоря спектрального класу A0, що має видиму зоряну величину в смузі V приблизно  9,2.
Вона  розташована на відстані близько 1144,4 світлових років від Сонця.